# 버치-스위너턴다이어 추측
수론에서 버치-스위너턴다이어 추측(영어: Birch and Swinnerton-Dyer conjecture)은 수체 상의 타원곡선 E의 점들이 이루는 아벨 군의 계수와 그 하세-베유 L-함수 L(E, s)의 s = 1에서 갖는 근의 차수가 같다는 추측이다. 수학의 주요 미해결 문제의 하나이다.

## 역사
1965년에 브라이언 버치(영어: Bryan Birch)와 피터 스위너턴다이어(영어: Peter Swinnerton-Dyer)가 케임브리지 대학교 에드삭 컴퓨터를 사용한 수치적 데이터를 바탕으로 이 추측을 발표하였다.
2014년에 이 추측은 계수가 1 이하인 경우 중에서도 특수한 경우에 대해서만 증명되어 있다. 이는 지난 40여년 간 미해결 문제로서 많은 연구를 유발시켰으며, 현재 수학에서 가장 중요한 문제 중 하나로 인정받고 있다. 클레이 수학 연구소는 버치-스위너턴다이어 추측을 7개의 밀레니엄 문제 중 하나로 선정하고, 그 증명에 대해 백만 미국 달러의 상금을 걸었다.

## 정의
수체 {\displaystyle K}에 대한 타원곡선 {\displaystyle E}의 유리점들 {\displaystyle E(K)}를 생각하자. 모델-베유 정리에 따라, 이는 유한 생성 아벨 군을 이룬다. 유리점군 {\displaystyle E(K)}의 (아벨 군으로서의) 계수를 타원곡선 {\displaystyle E}의 계수(영어: rank) {\displaystyle r}라고 한다. 이는 항상 음이 아닌 정수이다.
또한, 이 타원곡선에 대하여 하세-베유 L-함수 {\displaystyle L(E,s)}를 정의할 수 있다. 여기서 {\displaystyle s}는 복소 변수이며, 해석적 연속을 통해 복소 평면 전체로 연장시킬 수 있다.
버치-스위너턴다이어 추측에 따르면, 하세-베유 L-함수 {\displaystyle L(E,s)}의 {\displaystyle s=1}에서의 테일러 급수는 다음과 같은 꼴이다.
{\displaystyle L(E,s)=(s-1)^{r}{\frac {\#\operatorname {Sha} (E)\Omega _{E}R_{E}\prod _{p|N}c_{p}}{(\#E_{\operatorname {Tor} })^{2}}}+O((s-1)^{r+1})}
여기서 {\displaystyle s=1}에서의 영점의 계수는 타원곡선 {\displaystyle E}의 수론적인 데이터로 주어진다.
- {\displaystyle \#\operatorname {Sha} (E)}는 타원곡선 {\displaystyle E}의 테이트-샤파레비치 군(Tate–Shafarevich group)의 원소의 개수이다. (이 군은 유한군인 것으로 추측되나, 증명되지 않았다.)
- {\displaystyle \#E_{\operatorname {Tor} }}는 타원곡선의 유리점군  {\displaystyle E(\mathbb {Q} )}의 꼬임 부분군의 원소의 개수이다.
- {\displaystyle R_{E}}는 {\displaystyle E(\mathbb {Q} )/E(\mathbb {Q} )_{\operatorname {Tor} }}의 기저를 잡아, 그 높이(height)로 정의한 {\displaystyle r\times r} 행렬의 행렬식이다.
- {\displaystyle c_{p}(E)}는 {\displaystyle E}의 기초 국소 인자(elementary local factor)이다.
- {\displaystyle \Omega _{E}(E)}는 {\displaystyle E}의 실수 주기(real period)의 단순 배수(simple multiple)이다.

버치와 스위너턴다이어는 원래 영점의 차수 {\displaystyle r}만을 추측하였다. 이후 존 테이트가 영점의 계수를 수론적인 데이터로 추측하였다.